# Bert Campbell
Albert Wirz, artiestennaam Bert Campbell (Küsnacht, 21 maart 1918 - Zürich, 3 februari 2001), was een Zwitserse musicus (piano, orgel) en orkestleider in de jazz en amusementsmuziek.
Campbell kreeg muziekles van zijn moeder en studeerde later klassieke muziek aan het conservatorium in Zürich. Hij was echter al in zijn jonge jaren geïnteresseerd in jazz. In het begin van de jaren veertig leidde hij een bigband, waar ook musici in speelden die vanuit Nazi-Duitsland naar Zwitserland waren gekomen. Deze band speelde in vakantieoorden als Tschuggen en Arosa. Van 1953 tot 1980 werkte hij bij de copyright-organisatie SUISA (het Zwitserse Buma-Stemra). Daarnaast werkte hij als professioneel muzikant met een sextet, met hemzelf op de piano en later orgel. Hij speelde hiermee op onder andere gala's en maakte hier ook opnames mee. Na 1980 werkte hij als solo-pianist en -organist regelmatig in hotels in Zürich. Verder schreef hij arrangementen van Amerikaanse en Latijns Amerikaanse standards die hij publiceerde.

## Discografie (selectie)
- Dance a Gogo (met sextet), Elite Special, 1971
- Fascination in Rhythm, Elite Special, 1972
- Golden Sounds, Ex Libris, 1974
- In Concerto, Aktiv Records, 1977
- Golden Greats, Polydor, 1979

- MusicBrainz: 9a9a5217-81ae-4a77-a690-bc316650dcb4
- Virtual International Authority File: 317287429